# Zakia Tahiri
Zakia Tahiri (quelquefois écrit Tahri) ou  Zakia Tahiri Bouchaâla, née le 23 juin 1963 à Lille, est une actrice, réalisatrice et productrice de cinéma franco-marocaine.

## Biographie
Elle est née en 1963, d'une mère française et d'un père marocain. Dans la génération précédente, sa grand-mère paternelle, de peau noire, était une esclave offerte à son grand-père marocain qui en a fait sa femme légitime et la mère de ses enfants. Zakia Tahiri est née en France, mais ses parents retournent s'installer au Maroc. Elle passe son enfance à Casablanca,. Elle vient à Paris se former au métier d'actrice, successivement sur les bancs des cours Florent, des cours Simon et à l'école de la rue Blanche,. Elle mène en même temps des études de cinéma à l’université de Saint-Denis.
Elle commence son parcours dans le septième art, à 18 ans, par un rôle d'assistante-réalisatrice, en particulier auprès de Souheil Ben Barka, sur le film Amok sorti en 1982,. Mais le grand public la découvre comme comédienne, avec un rôle dans Fort Saganne, d'Alain Corneau, qui sort en 1984,. Elle poursuit ensuite ce parcours d'actrice. En 1987 notamment, Farida Benlyazid la choisit pour incarner son héroïne dans Une porte sur le ciel (Bab Al-Sama Maftuh). Le film sort en 1989. Touche-à-tout, dans ce monde du cinéma, elle est aussi directrice de casting (pour le Maroc) dans cinq films, dont Un thé au Sahara de Bernardo Bertolucci en 1990 et La Nuit sacrée de Nicolas Klotz, sorti en 1993. Elle joue également comme actrice dans À la recherche du mari de ma femme de Mohamed Abderrahman Tazi, sorti cette même année 1993. Toujours en 1992/1993, elle rencontre Ahmed Bouchaâla, son futur mari. Ils travaillent en commun à la production de films publicitaires et de vidéo-clips. Elle est à la fois actrice, co-scénariste et directrice de casting sur le premier long métrage de Ahmed Bouchaala, Krim. Ils se marient et signent ensemble plusieurs courts métrages  dont Le petit bonheur, Le malin plaisir, Le second souffle, ou encore Sous la mosquée. Ils réalisent aussi et produisent plusieurs films, comme Origine contrôlée sorti en 2001, Belleville Tour sorti en 2008,  Pour l'amour de Dieu en 2007, ou encore Marh'ba sorti en 2011,.
En 2007/2008, elle réalise, seule cette fois, Number One, une comédie délirante sortie en 2009, qui raconte l'histoire d'un couple dont le mari aspirant chef d'entreprise est macho, jusqu'à ce que son épouse lui jette un sort qui le transforme en parfait gentleman,,,.
Elle réalise également des documentaires, comme Chabab, sorti en 2015 et consacré à la jeunesse marocaine, ou encore celui sorti en 2018 consacré à l'amour et les couples mixtes au Maroc, directement inspiré par l'histoire de sa famille,